# Râul Preajba
Râul Preajba este un curs de apă, afluent al Jiului.